# Golpejar de la Sobarriba
Golpejar de la Sobarriba o Golpejar es una localidad española, perteneciente al municipio de Valdefresno, en la provincia de León y la comarca de La Sobarriba, en la Comunidad Autónoma de Castilla y León.
Los terrenos de Golpejar de la Sobarriba limitan con los de Villavente al norte, Tendal al este, Valdefresno al sureste, Corbillos de la Sobarriba al sur, León al oeste y Villaobispo de las Regueras y Villamoros de las Regueras al noroeste.
Golpejar de la Sobarriba se compone por dos núcleos urbanos: el pueblo de Golpejar y la Urbanización Las Lomas.y San Benito
Perteneció a la antigua Hermandad de La Sobarriba.